# Miedwiedkowo
Miedwiedkowo (ros. Медведково) – stacja moskiewskiego metra (kod 086) linii Kałużsko-Ryskiej zlokalizowana w Rejonie Medwedkowo w
północno-wschodnim okręgu administracyjnym Moskwy, nazwana od regionu, gdzie jest położona. Jest to ostatnia stacja tej linii na północy. Wyjścia prowadzą na ulice: Szyrokaja i Griekowa.

## Wystrój stacji
Stacja jest trzykomorowa, jednopoziomowa, posiada jeden peron. Stacja posiada 2 rzędy po 26 kwadratowych kolumn. Motywem przewodnim wykończenia jest przyroda Północy. Ściany wyłożone są ciemnoszarym (dolna część) i ciemnoczerwonym (górna część) marmurem, przyozdobione aluminiowymi panelami w kształcie trójkątów mającymi przypominać kawałki lodu. Podłogi pokrywa szary i czarny granit.